# Twix
Twix је слаткиш компаније Mars, Incorporated. Састоји се из бисквита и најчешће карамеле и прелива од млечне чоколаде. Препознатљив је по паковању са две штанглице у њему, али се на тржишту могу наћи и паковања са једном и са четири штанглице.

## Историјат
је први пут произведен 1967. године у Уједињеном Краљевству под првобитним именом Raider. Сама идеја за ову чоколадицу припадала је Форесту Марсу старијем, сину оснивача компаније . На тржишту у Сједињеним Америчким Државама се први пут појавио 1979. и то под именом . Европско име Raider је коначно промењено 1991. године, са идејом да ова чоколадица свуда има исти назив, Twix - спој енглескх речи "twins" и "biscuits". У неким државама Европе (Данска, Финска, Норвешка, Шведска и Турска) се првобитно име се задржало до 2000. године. На тржишту се касније појавило ретро ограничено издање са првобитним именом - 2009. године у Немачкој и 2015. у Холандији и Белгији.

## Маркетинг
је 2012. године покренуо кампању "Изабери страну", којом је створено ривалство између две штанглице у паковању Twix-a. Како би развили ово ривалство, на тржишту се Twix могао наћи у две амбалаже - "Right Twix" и "Left Twix", иако су и десни и леви Twix идентични. Читава ова кампања спроведена је уз помоћ комичне рекламе смештене у Викторијанско доба са причом о сукобу два брата који су створили Twix.
Ова кампања је замењена 2022. године новом кампањом која прекида ривалство индиректно излажући да су обе штанглице исте са слоганом "Лево или десно, добра одлука у сваком случају".

## производи
Постоје многобројне варијанте и укуси Twix, али само неки се могу наћи и на српском тржишту. И то су:

## Састав
Састојке Twix-a чине: шећер, глукозни сируп, пшенично брашно (17%), палмина маст, какао маслац, обрано млеко у праху, какао маса, лактоза, млечна маст, сурутка у праху (из млека), емулгатори (сојин лецитин, Е442), кухињска со, какао прах са редукованим садржајем какао маслаца, средство за дизање теста (Е500), природни екстракт ваниле
| Енергетска вредност     | 502kCal |
| Масти                   | 25g     |
| Засићене масне киселине | 19 g    |
| Транс-масне киселине    | 0,3 g   |
| Угљени хидрати          | 65 g    |
| Влакна                  | 1,1 g   |
| Шећер                   | 48 g    |
| Протеини                | 4,9 g   |